# Świętosława de Pologne
Pour les articles homonymes, voir Świętosława.
Świętosława de Pologne ou Świętosława de Bohême  (en tchèque : Svatava Polská) (vers 1046/1048 - 1er septembre 1126), fille du duc Casimir Ier de Pologne et de Maria Dobroniega de Kiev, elle épouse de Vratislav II de Bohême et de ce fait, duchesse de Bohême (1062-1085) puis première reine de Bohême (1085-1092).

## Biographie
Świętosława est liée à la dynastie Přemyslides, la famille de son futur mari, par son arrière grand-mère Dubravka de Bohême. Ses frères Boleslas et Ladislas furent tour à tour souverains de Pologne.
En 1062, elle est mariée à Vratislav II de Bohême, veuf d'Adélaïde de Hongrie décédée un an plus tôt. Avec ce mariage, la neutralité de la Bohême est assurée dans le conflit qui oppose la Pologne avec le Saint-Empire. En outre, Vratislav entretient des relations amicales avec Boleslas, jusqu'à ce qu'un différend ne les divise sur la frontière tchèque.
La nouvelle duchesse donne naissance à cinq enfants à Vratislas qui en avait déjà quatre de sa précédente épouse. À la mort de Vratislas, ses fils Vladislas et Soběslav deviennent ducs, tandis que sa fille Judith est mariée à Wiprecht de Groitzsch, allié et ami de la famille.
Vratislas et Świętosława sont couronnés comme roi et reine en 1085, par Egilbert (en) l'archevêque de Trèves. Ils règnent ensemble pendant les sept prochaines années.
Vratislas décède en 1092. Świętosława est confrontée à la lutte fratricide que se livrent ses fils pour le trône de Bohême. En 1111, elle participe à des négociations entre Vladislav et Boleslas III de Pologne partisan de Bořivoj. Après la mort de Vratislav, elle essaie encore d'adoucir les angles entre les jeunes fils de ce dernier et leur oncle Soběslav.
En février 1126, Świętosława voit la victoire de son fils Soběslav à la bataille de Chlumec avant de mourir en septembre de la même année.

## Mariage et descendance
De son mariage avec Vratislav II de Bohême, Świętosława eut 5 enfants :
- Boleslav (1090-1091), duc d'Olomouc ;
- Bořivoj (v.1064 – 2 février 1124), duc de Bohême (1100-1107 et 1117-1120) :
  - Jaromir,
  - Luitpold, duc d’Olomouc de 1135 à 1137 ;
- Vladislav (v.1065 – 12 avril 1125), duc de Bohême (1109-1117 et 1120-1125) :
  - Swatana mariée en 1124 avec Frédéric III comte de Diessen,
  - Vladislav II (v.1110 – 18 janvier 1174), roi de Bohême (1140-1172),
  - Děpold Ier, duc de Jemnice (1142-1167),
  - Jindřich (? - 1169) ;
- Sobeslav Ier (v.1075 – 14 février 1140), duc de Bohême (1125-1140) :
  - Vladislav (? - 1165),
  - Sobeslav II (? - ?), duc de Bohême (1173-1179),
  - Oldřich (? - 11 novembre 1177), duc d'Olomouc (1174-1176),
  - Venceslas II (1137 - ?), duc de Brno (1174-1176) et duc d'Olomouc (1176-1179) ;
- Judith (pl) (v.1066 - 9 décembre 1108), épouse de Wiprecht de Groitzsch.

## Sources
- (en) Cet article est partiellement ou en totalité issu de l’article de Wikipédia en anglais intitulé « Świętosława of Poland » (voir la liste des auteurs).